# Catocala hymenaea
Catocala hymenaea ist ein Schmetterling (Nachtfalter) aus der Familie der Eulenfalter (Noctuidae).

## Merkmale

### Falter
Die Flügelspannweite der Falter beträgt 46 bis 48 Millimeter. Auf der Vorderflügeloberseite dominieren helle Brauntöne. Die schwarze innere Querlinie verläuft vom Vorderrand ausgehend zunächst sehr dick bis etwa zur Flügelmitte und setzt sich leicht gebogen als dünne Linie bis zum Innenrand fort. Aufgrund dieses Merkmals ist die Art unverwechselbar. Die äußere Querlinie ist schwarzbraun und verläuft zunächst W-förmig gezackt und anschließend leicht gebogen bis zum Innenrand. Ein kurzer schmaler schwärzlicher Wisch erstreckt sich in Richtung des Apex. Die etwas undeutliche Nierenmakel hat die Form einer 8. Von der gelben Hinterflügeloberseite heben sich ein breites, schwarzbraunes Außen- sowie ein gleichfarbiges, schmaleres, leicht gebogenes Mittelband ab.

### Ei, Raupe, Puppe
Das Ei ist sehr flach und hat eine dunkle rostbraune Farbe mit einer weißgrünen Binde. Es ist unregelmäßig mit kleinen Warzen bedeckt, Rippen fehlen. Die Mikropylzone ist weißlich grün.
Die Raupen sind aschgrau oder rötlich braun gefärbt und auf der Körperoberfläche mit kleinen dunklen Punkten und rötlich braunen Warzen versehen. Auf dem Rücken befinden sich feine, schwarz eingefasste, wellige Längslinien. Am achten Segment hebt sich ein großer, stumpfer, nach hinten gerichteter fleischiger Zapfen hervor. Zwei kleinere rotbraune Spitzen befinden sich am elften Segment.
Die rotbraune Puppe ist blauweiß bereift und am gerunzelten Kremaster mit zahlreichen gekrümmten Borsten versehen.

## Verbreitung und Lebensraum
Catocala hymenaea ist von Ostösterreich bis zur Balkanhalbinsel und zum Schwarzen Meer hin verbreitet. Richtung Osten reicht das Areal weiter bis nach Kleinasien sowie zum Altai und Ural. Die Art besiedelt in erster Linie mit Prunus-Sträuchern durchsetzte Gebiete.

## Lebensweise
Die Falter sind hauptsächlich im Juli und August anzutreffen. Sie besuchen künstliche Lichtquellen und Köder. Die Raupen leben von Ende März bis Juni und ernähren sich bevorzugt von den Blättern des Schlehdorns (Prunus spinosa). Die Art überwintert als Ei.